# Bruna Surfistinha

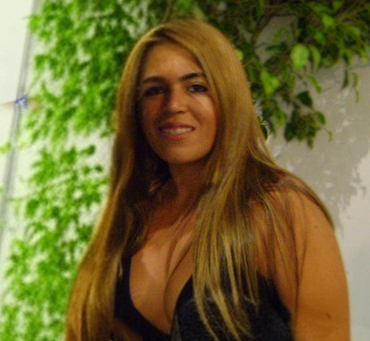
Bruna Surfistinha vào năm 2009

Raquel Pacheco (sinh năm 1984) nghệ danh Bruna Surfistinha là cô gái bán dâm nổi tiếng nhất Brasil. Cô bắt đầu tham gia vào ngành công nghiệp tình dục tại Sao Paulo từ khi 17 tuổi. Sau đó cô trở nên nổi tiếng vì đến đầu năm 2005, khi vẫn còn đang hành nghề trong các nhà thổ tại Sao Paulo, Raquel Pacheco tung ra cuốn tự truyện mang tựa đề Nhật ký gái gọi.
Điều này đã giúp Pacheco trở thành cơn sốt tại Brazil khi chỉ trong tháng xuất bản đầu tiên 30.000 bản cuốn tự truyện của cô được bán hết. Trang blog cá nhân của gái gọi Bruna Surfistinha thuở nào cũng thu hút tới 50.000 độc giả mỗi ngày. Từ cuốn sách Nhật ký gái gọi thì cuộc đời và sự nghiệp của Pacheco cũng đã được dựng thành phim.